# Nicetes Seide
Nicetes Seide (Nicetas Seidus, Νικήτας) fou un religiós romà d'Orient.
Va ser un violent opositor dels llatins, contra els que va escriure un petit llibre que es coneix només en la seva traducció llatina sota el nom de "Non simpliciter antiqua novis venerabiliora, &c." que són les paraules en què comença. Lleó Al·laci en dona alguns fragments a De Consensa, 1.14.